# Nordmazedonische Basketballnationalmannschaft
Die mazedonische Basketballnationalmannschaft der Herren repräsentiert die Republik Nordmazedonien in Basketball-Länderspielen. Sie konnte sich bislang für vier Europameisterschaften (1999, 2009, 2011 und 2013) qualifizieren, wobei 2011 mit dem 4. Platz der bislang größte Erfolg gelang.
Stars der Anfangsjahre waren Point Guard Petar Naumoski und Shooting Guard Vrbica Stefanov, die die Nationalmannschaft zur Europameisterschaft-Teilnahme 1999 führten. Für Mazedonien spielten in den vergangenen Jahren mit Kenyon Jones, Ryan Stack, Mike Wilkinson, Jeremiah Massey, dem ehemaligen NBA-Akteur Darius Washington, Marques Green, Richard Hendrix und insbesondere Bo McCalebb zahlreiche eingebürgerte US-Amerikaner.

## Abschneiden bei internationalen Turnieren

### Olympische Sommerspiele
noch keine Teilnahme

### Basketball-Weltmeisterschaft
noch keine Teilnahme

### Basketball-Europameisterschaft
- 1997 – nicht qualifiziert
- 1999 – 13. Platz
- 2001 – nicht qualifiziert
- 2003 – nicht qualifiziert
- 2005 – nicht qualifiziert
- 2007 – nicht qualifiziert
- 2009 – 9. Platz
- 2011 – 4. Platz
- 2013 – 21. Platz
- 2015 – 19. Platz
- 2017 – nicht qualifiziert
- 2022 – nicht qualifiziert